# Liste der Kellergassen in Prellenkirchen
Die Liste der Kellergassen in Prellenkirchen führt die Kellergassen in der niederösterreichischen Gemeinde Prellenkirchen an.
| Foto |                 | Kellergasse | Standort                    | Beschreibung |
| ---- | --------------- | ----------- | --------------------------- | --- |
| ja   | Datei hochladen | Kellergasse | KG: Prellenkirchen Standort | Die einseitige Kellergasse liegt in Hanglage nordöstlich weit außerhalb des Orts, im Naturschutzgebiet Spitzerberg. Sie besteht aus 63 Gebäuden, teils mit Steingewölbekellern aus dem 18. Jahrhundert, und hat eine Länge von 600 Metern. Die älteste Datierung geht auf das Jahr 1709 zurück. In der Kellergasse gibt es Buschenschankbetriebe und ein Weinbaumuseum. |

| Foto:                    | Fotografie der Kellergasse (Gesamtheit). Klicken des Fotos erzeugt eine vergrößerte Ansicht. Daneben finden sich zwei Symbole: \| Weitere Bilder vorhanden \| Das Symbol bedeutet, dass weitere Fotos des Objekts verfügbar sind. Durch Klicken des Symbols werden sie angezeigt. \| \| Eigenes Foto hochladen \| Durch Klicken des Symbols können weitere Fotos des Objekts in das Medienarchiv Wikimedia Commons hochgeladen werden. \| |
| Name:                    | Bezeichnung der Kellergasse |
| Standort:                | Es ist die Katastralgemeinde (KG) angegeben. Durch Aufruf des Links Standort wird die Lage der Kellergasse in verschiedenen Kartenprojekten angezeigt. |
| Beschreibung             | Kurze Beschreibung der Kellergasse |
| Weitere Bilder vorhanden | Das Symbol bedeutet, dass weitere Fotos des Objekts verfügbar sind. Durch Klicken des Symbols werden sie angezeigt. |
| Eigenes Foto hochladen   | Durch Klicken des Symbols können weitere Fotos des Objekts in das Medienarchiv Wikimedia Commons hochgeladen werden. |